# Centrochares foliata
Centrochares foliata är en insektsart som beskrevs av William D. Funkhouser 1929. Centrochares foliata ingår i släktet Centrochares och familjen hornstritar. Inga underarter finns listade i Catalogue of Life.